# Trilli e il grande salvataggio
Trilli e il grande salvataggio (Tinker Bell and the Great Fairy Rescue) è un film d'animazione del 2010, prodotto dalla DisneyToon Studios realizzato in computer grafica ed uscito direttamente per l'home video. È il sequel del film del 2008 Trilli e del 2009 Trilli e il tesoro perduto ed anche il terzo film dei sei previsti dai DisneyToon Studios che vedono personaggio principale Trilli. Questo film è incentrato sulla stagione estiva. In Italia ha avuto un passaggio televisivo sul canale Toon Disney il 29 ottobre 2010, per poi essere pubblicato in home video dal 3 novembre 2010.

## Trama
Ben prima di incontrare umani come Wendy o i bambini sperduti , Trilli e le sue amiche organizzano un campo estivo per le fate nel Mondofermo. Per curiosità va a visitare la vicina casa umana seguita da Vidia. Nello stesso momento, il dottor Griffiths e sua figlia Elizabeth "Lizzy" arrivano a casa, la loro dimora estiva. Lizzy lascia fuori una casa delle fate fatta a mano, dalla quale Trilli rimane affascinata ed entra, nonostante i continui avvertimenti di Vidia; infastidita, sbatte la porta, bloccandola accidentalmente. Quando Lizzy ritorna, Vidia cerca di liberare Trilli inutilmente, con il risultato che la bambina la scopre e la porta a casa. Lizzy tenta di mostrare Trilli a suo padre, ma lui è troppo occupato. Vedendo tutte le farfalle che ha appuntato in mostra per la ricerca, Lizzy decide di mantenere Trilli segreta.
Nella sua stanza, Lizzy rivela a Trilli il suo amore per le fate. Lusingata dal fascino della bambina, decide di insegnarle il mondo delle fate; Lizzy scrive tutte le curiosità sulle fate in un diario vuoto datole da suo padre. Mentre la pioggia si placa, le due si salutano; Trilli si prepara ad andarsene, mentre Lizzy corre di sotto per mostrare a suo padre le sue ricerche. Ma Trilli vede che il padre di Lizzy è troppo impegnato a gestire le numerose falle nel soffitto per prestare attenzione. Trascorre quindi la notte a riparare le perdite in modo che il dottor Griffiths possa trascorrere più tempo con sua figlia. Quando finisce, libera una farfalla catturata che, a sua insaputa, il dottor Griffiths aveva intenzione di mostrare a un comitato del museo di Londra.
Nel frattempo, Vidia raduna Rosetta, Iridessa, Daina, Argentea, Clank e Bloblò per salvare Trilli. A causa dell'incapacità di volare sotto la pioggia, il gruppo costruisce una barca per raggiungere la casa. Nonostante all'inizio la navigazione sia tranquilla, la barca incontra una cascata e si schianta, costringendo il gruppo a procedere a piedi. Lungo la strada Vidia confessa che è stata colpa sua se Trilli è stata catturata, ma la perdonano e le dicono che sarebbe stato peggio se lei non fosse stata affatto lì.
La mattina dopo, Lizzy è entusiasta di sapere che le perdite d'acqua si sono fermate e corre a mostrare a suo padre le sue ricerche. Lui, però, la incolpa per la farfalla fuggita e, nonostante l'innocenza della figlia, la manda nella sua stanza. Per farsi perdonare, Trilli insegna a Lizzy a volare con la polvere di fata, ma il trambusto porta suo padre di sopra. Il dottor Griffiths chiede severamente la verità e Lizzy confessa in lacrime riguardo a Trilli, ma il dottor Griffiths si rifiuta ancora di credere nelle fate. Stufa e infuriata, Trilli esce dal suo nascondiglio e si scaglia contro il padre di Lizzy, con suo grande stupore.
Nello stesso momento, le fate arrivano a casa. Mentre gli altri distraggono il gatto di Lizzy, Graffietto, Vidia sale le scale per trovare Trilli. Vedendo il dottor Griffiths sul punto di catturarla, Vidia spinge rapidamente Trilli via e viene invece catturata al suo posto. Ignorando le suppliche di Lizzy, suo padre inconsapevolmente prende Vidia e si reca a Londra per mostrare la sua scoperta al comitato del museo. Lizzy, con l'aiuto di Trilli e delle altre fate, prende il volo e insegue suo padre a Londra.
Volando avanti, Trilli manomette il motore dell'auto, facendola fermare e permettendo a Lizzy di raggiungerla. La piccola supplica il padre di non portare con sé Vidia e il dottor Griffiths finalmente ascolta la figlia, scusandosi per non averle creduto. Lizzy e le fate insegnano a suo padre a volare e tornano tutti a casa. Il giorno successivo, Lizzy e suo padre fanno un picnic con le fate fuori dall'albero del campo delle fate, mentre l'uomo legge il diario di sua figlia.

## Colonna sonora
La colonna sonora del terzo film è caratterizzata dalla canzone portante How To Believe eseguita in originale da Bridgit Mendler mentre nell'edizione italiana da Syria, con il titolo Mi hai insegnato a credere.

## Doppiaggio
| Personaggio                 | Doppiatore originale | Doppiatore italiano  |
| --------------------------- | -------------------- | -------------------- |
| Trilli                      | Mae Whitman          | Joy Saltarelli       |
| Vidia                       | Pamela Adlon         | Laura Cosenza        |
| Elizabeth "Lizzy" Griffiths | Lauren Mote          | Agnese Marteddu      |
| Dr. Griffiths               | Michael Sheen        | Danilo De Girolamo   |
| Rosetta                     | Kristin Chenoweth    | Perla Liberatori     |
| Iridessa                    | Raven-Symoné         | Denny Méndez         |
| Argentea                    | Lucy Liu             | Federica De Bortoli  |
| Daina                       | Angela Bartys        | Domitilla D'Amico    |
| Terence                     | Jesse McCartney      | Luigi Morville       |
| Clank                       | Jeff Bennett         | Luca Bizzarri        |
| Bloblò (Bobble)             | Rob Paulsen          | Paolo Kessisoglu     |
| Voce narrante               | Loreena Mckennitt    | Francesca Fiorentini |

## Curiosità
Quando Trilli parla con Lizzy si sente il suono di una campanellina e ciò spiega perché in Le avventure di Peter Pan non si sente mai Trilli realmente parlare e spiega anche perché spesso Trilli viene chiamata "Campanellino".